# Аракуль (река)
Аракуль — река в России на острове Сахалин.
Вытекает из озера Большое Вавайское, впадает в озеро Буссе, протекает по территории Корсаковского городского округа Сахалинской области.
Длина реки 10 км. Площадь водосборного бассейна 313 км². Общее направление течения с северо-запада на юго-восток.

## Данные водного реестра
По данным государственного водного реестра России относится к Амурскому бассейновому округу.
Код объекта в государственном водном реестре — 20050000212118300006007.